# Sem Saída (reality show)
O Sem Saída foi um reality show produzido pela RecordTV, em 2004. Foi uma versão do programa Captive, exibido na Nova Zelândia e criado pela FOX. Foi o primeiro reality show exibido pela Record. Combinava elementos de reality de confinamento com elementos de game show. Foi extinto no mesmo ano e nunca mais voltou à programação da emissora. Márcio Garcia rescindiu contrato em 2008 após a grade do canal sofrer uma reformulação.

## Produção
A FOX via o Sem Saída como um teste para lançar o formato em outros países, principalmente latinos. Por isso, acompanhou todo o processo de pré-produção da versão brasileira.  Em Novembro de 2004, Ângelo Ribeiro deixou a direção do Sem Saída e se transferiu para o Domingo Espetacular. Em seu lugar, Rita Fonseca passou a dirigir o reality.  Márcio Garcia, Otaviano Costa e Edgard Piccoli fizeram testes para comandar o programa, sendo que o primeiro foi aprovado. A apresentação era feita era feita em uma área externa à "casa" e o contato entre Márcio Garcia e os participantes acontecia diariamente nos momentos de competição.

## O programa
Estreou na Rede Record no dia 15 de agosto de 2004, após o Domingo Espetacular. Era uma aposta da emissora em uma época em que programas do mesmo gênero estavam tendo grande repercussão em emissoras concorrentes.  O programa era exibido diariamente às 21h15. Cinco participantes eram confinados em uma casa estilo loft construída dentro das dependências da Record. Diferente de outros realities do gênero, a casa não possuía área externa, nem a realização de festas internas. Havia, no entanto, a visita de convidados dentro da casa durante o período de confinamento. Também não havia a votação do público para eliminação dos participantes; eles se auto eliminavam de acordo com seu desempenho no jogo. Sempre que um participante era eliminado, entrava outro em seu lugar. Desta forma, a casa sempre permanecia com cinco participantes confinados. 
A cada dia, uma prova física era realizada e o vencedor ganhava uma caixa com materiais de estudo. O detentor dessa caixa poderia decidir se compartilharia com todo o grupo, com alguns participantes ou se a usaria exclusivamente para si. Ela servia como ajuda para as perguntas realizadas ao final de cada dia. Perguntas de conhecimentos gerais, relacionadas a Record e até informações sobre o que acontecia dentro do confinamento eram feitas aos participantes. Quem acertasse, ganhava o direito de "roubar" parte do dinheiro de algum concorrente, enquanto que quem errasse perdia parte do próprio saldo. Após o término de todas as rodadas, o vencedor deveria decidir se sairia do programa com o montante acumulado ou se permaneceria no jogo em busca de um prêmio maior. Quem obtivesse o pior desempenho era automaticamente eliminado do jogo, sendo substituído por um novo participante que entrava na casa logo em seguida. 

## Prêmios
Ao entrar no jogo cada participante ganhava dois mil reais. Durante a realização das perguntas, eles podiam aumentar ou diminuir esse saldo, sendo que a única forma de ganhar mais era tirando dos adversários. O participante ia acumulando mais dinheiro conforme permanecia na casa, não havendo limite de valor a ser alcançado. Além de dinheiro, eram realizadas provas em que os participantes também podiam ganhar prêmios como carros.  

## Participantes
Com intensa rotatividade de participantes, a casa sempre contava com cinco participantes confinados, todos anônimos. Quem quisesse participar do programa poderia se inscrever através do site do programa. A emissora recebeu mais de 20 mil inscrições pela internet e antes da estreia foram pré-selecionados 200 participantes que possuíam o perfil buscado para a atração.  Todos de São Paulo, os participantes da estreia foram:
- Caio Duarte
- Alexia Annes
- Giuliana Abrita
- Marcelo Nascimento
- Patrícia Bedim (primeira eliminada, substituída por Claudivânia da Silva)[7][8]
- Sonia Furtado
- Simone Harumi

## Audiência
Teve uma audiência média entre 5 e 10 pontos. 

## Ligações Externas
- «Site da Emissora»
- «Biografia de Márcio Garcia»